# Geishan

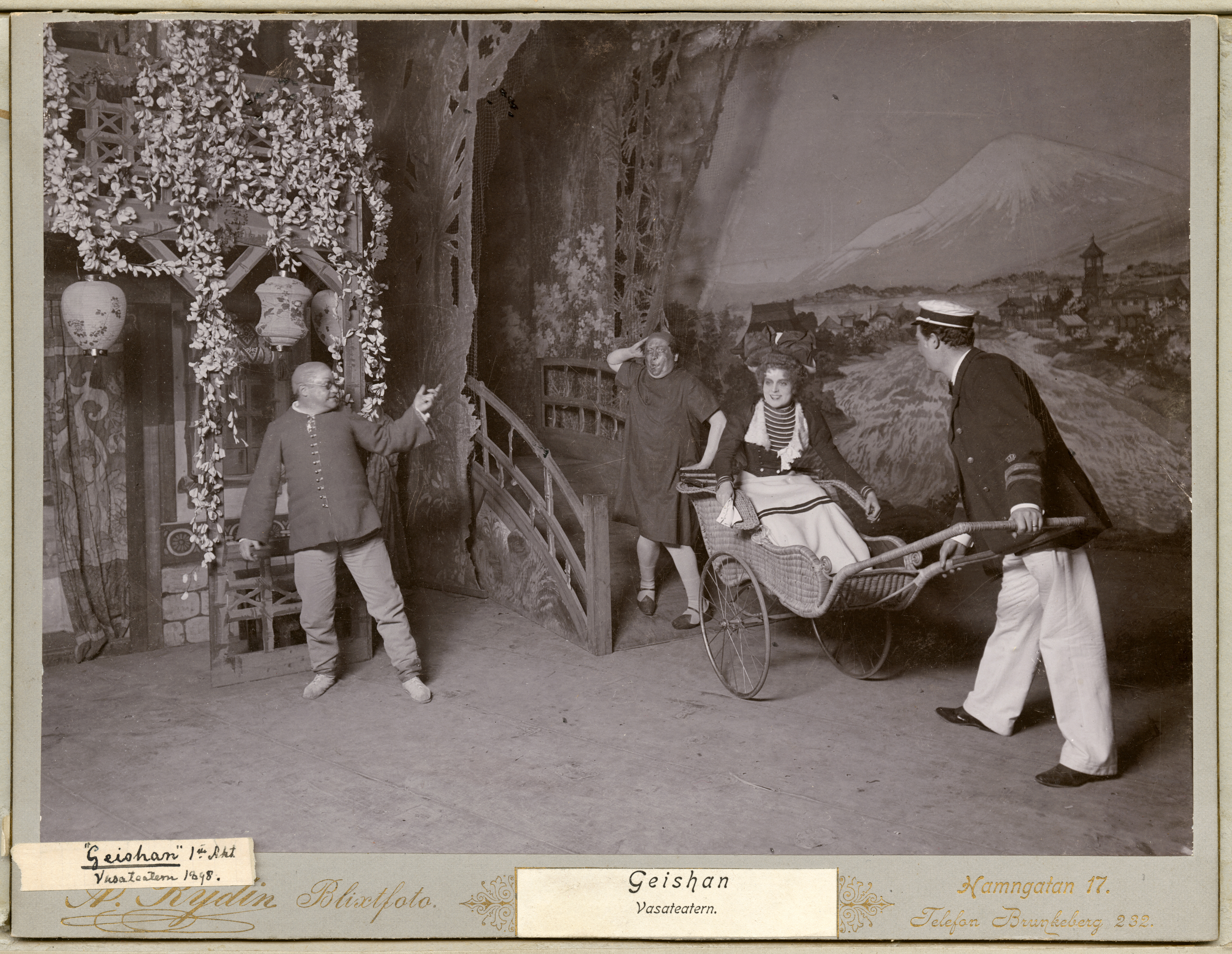
Föreställningsbild från Vasateatern 1898.

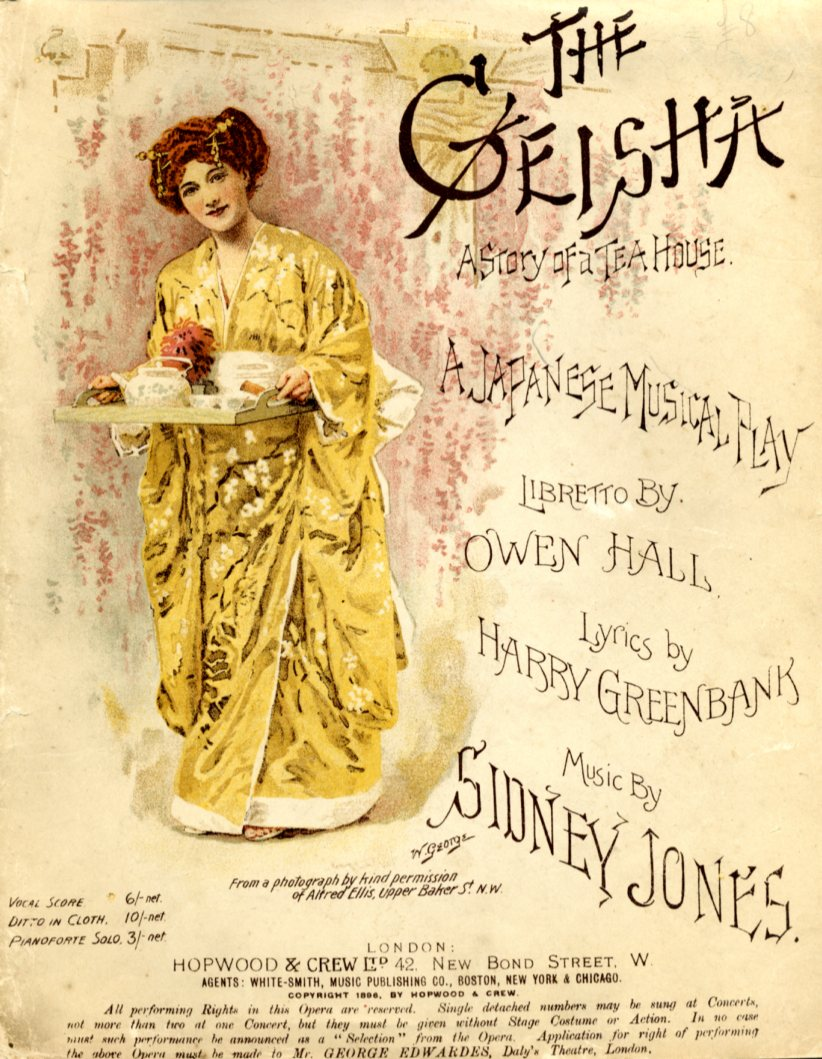
Nothäfte

Geishan (engelska: The Geisha, a story of a tea house) är en operett (musical play) i två akter med musik av Sidney Jones, libretto av Owen Hall och sångtexter av Harry Greenbank.

## Uppförande
Geishan uruppfördes 1896 vid Daly's Theatre i London i en produktion av George Edwardes som gavs 760 gånger. Stycket blev den dittills största succén för brittisk musikteater även utomlands och den sattes upp i New York redan samma år och på kontinenten. 
Den sattes upp kontinuerligt under fem decennier och spelades av amatörteatrar fram till 1960-talet.
De första svenska uppsättningarna ägde rum både på Vasateatern i Stockholm med Rosa Grünberg som Molly och Göteborg 1898 och senare även på Oscarsteatern 1909 med August Svensson i rollen som Fairfax och även då med Rosa Grünberg som Molly. Styckets popularitet bevisas av att det sattes upp på Oscarsteatern även 1913, 1918, 1919, 1920 och 1936. Till Storan i Göteborg kom den 1959 med Inga Brink och Lars Ekman som ett vackert par i de ledande rollerna .

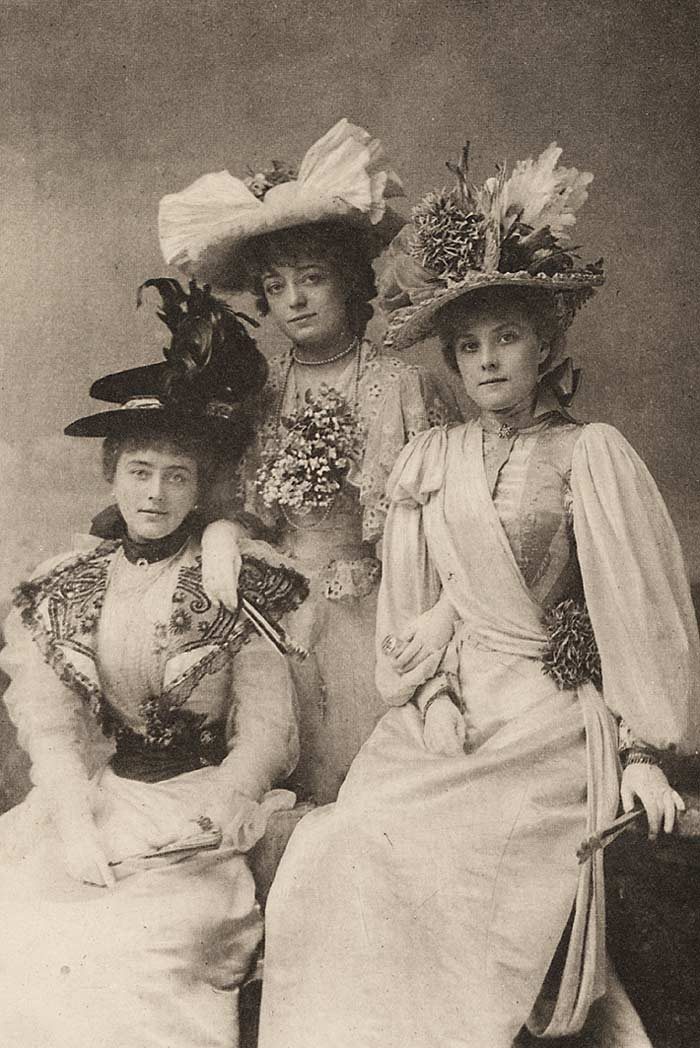
Geishor vid uruppförandet i London. Från vänster: Alice Davis, Blanche Massey, Hetty Hamer.

## Personer
- Reginald Fairfax, Engelsk sjöofficer (baryton)
- Molly Seamore, Gäst hos Lady Constance (mezzosopran)
- Markis Imari Polischef och provinsguvernör (baryton)
- O Mimosa San, Geisha (sopran)
- Lady Constance Wynne, en engelsk besökare (kontraalt)
- Katana, japansk löjtnant (tenor)
- Dick Cunningham (tenor)
- Wun-Hsi, Kines och innehavare av tehuset (baryton)
- Löjtnant Arthur Cuddy (tenor)
- Juliette Diamant, En fransk flicka, tolk vid tehuset (sopran)
- Engelska damer och Lady Constances gäster: Fröknarna Marie Worthington, Ethel Hurst, Mabel Grant and Louie Plumpton

## Handling
Hjälten är den engelske sjöofficeren Reginald Fairfax, som frekventerar tehuset De tiotusen fröjderna, där han brukar träffa geishan O Mimosa Sans. Detta gör fästmön Molly svartsjuk och hon klär ut sig till geisha, men då tehuset säljs på auktion råkar även hon bli inropad och då under namnet Roli-Poli San. Köpare är den fete och osympatiske markisen Imari, styckets skurk. Den engelska kolonin blir tvungen att ta till all sin list för att befria Molly från markisen, så att hon till sist kan förenas med fästmannen.

## Kända musikstycken
- Chin Chin Chinaman
- Dansa, sjung du geisha ung
- Kyssduett
- En liten japanska
- Markisens kuplett
- Papegojvisan
- Skrattvisan
- Sjömansvisa
- Visan om Guldfisken